# Анна Каренина (фильм, 1967)
«А́нна Каре́нина» — советский широкоформатный художественный фильм режиссёра Александра Зархи в двух частях по одноимённому роману Льва Николаевича Толстого.

## Сюжет
В основе сюжета фильма любовь замужней женщины Анны Карениной и молодого офицера Алексея Вронского. Анна уходит из семьи в поисках счастья к любимому человеку. Ей приходится пойти на очень серьёзный шаг в своей жизни — расстаться со своим сыном. Меняется отношение к ней высшего света. Всё это приносит много боли и унижений главной героине. Так и не обретя счастья и не примирившись со своим положением, в конце фильма Анна бросается под поезд.

## В ролях
| Актёр                  | Роль                                                           |
| ---------------------- | -------------------------------------------------------------- |
| Татьяна Самойлова      | Анна Аркадьевна Каренина                                       |
| Николай Гриценко       | Алексей Александрович Каренин, муж Анны                        |
| Василий Лановой        | граф Алексей Кириллович Вронский                               |
| Юрий Яковлев           | Степан Аркадьевич (Стива) Облонский, брат Анны                 |
| Борис Голдаев          | Константин Дмитриевич Лёвин                                    |
| Ия Саввина             | Дарья Александровна (Долли) Облонская, жена Стивы              |
| Анастасия Вертинская   | Екатерина Александровна (Кити) Щербацкая, сестра Долли         |
| Майя Плисецкая         | княгиня Елизавета Фёдоровна (Бетси) Тверская, кузина Вронского |
| Лидия Сухаревская      | графиня Лидия Ивановна                                         |
| Софья Пилявская        | графиня Вронская, мать Вронского                               |
| Елена Тяпкина          | княгиня Мягкая                                                 |
| Андрей Тутышкин        | Лавьер, адвокат                                                |
| Василий Сахновский     | Серёжа, сын Карениных                                          |
| Вера Бурлакова         | Аннушка, горничная Анны                                        |
| Юрий Волынцев          | однополчанин Вронского                                         |
| Нина Делекторская      | Картасова                                                      |
| Анатолий Кубацкий      | Матвей, камердинер Стивы                                       |
| Александр Кайдановский | Жюль Ландо, приезжий француз                                   |
| Аркадий Цинман         | Туровцын                                                       |
| Григорий Вац           | жокей                                                          |
| Евгений Гуров          | господин в театре                                              |
| Людмила Семёнова       | дама в театре                                                  |
| Михаил Погоржельский   | эпизод                                                         |

## Съёмочная группа
- Авторы сценария: Василий Катанян, Александр Зархи
- Режиссёр-ростановщик: Александр Зархи
- Оператор-постановщик: Леонид Калашников
- Художники-постановщики: Александр Борисов, Юрий Кладиенко
- Композитор: Родион Щедрин
- Звукооператоры: Вячеслав Лещев, Борис Зуев
- Художник по костюмам: Людмила Кусакова
- Художник по гриму: Т. Крылова
- Монтажёр: Нина Петрыкина
- Дирижёр: Эмин Хачатурян

## История создания
Создатели картины «нарушили» канон, созданный в СССР мхатовским спектаклем «Анна Каренина» 1937 года — возвратили Лёвина и Китти в число действующих лиц.
На роль Каренина пробовались Евгений Евстигнеев, Андрей Попов, Иннокентий Смоктуновский, Николай Черкасов — в Госфильмофонде России сохранились редкие кадры, демонстрировавшиеся на кинофестивале архивного кино «Белые столбы» в 2015 году.
Главные роли, Анну и Вронского, сыграли бывшие супруги — актёры Татьяна Самойлова и Василий Лановой.
Фильм должен был участвовать в Каннском фестивале 1968, но студенческие стачки помешали открытию фестиваля и европейская премьера не состоялась.